# Puig de Bassegoda
El Puig de Bassegoda o simplement el Bassegoda (o el Puig, com el coneixen els pocs habitants de les rodalies) és un cim situat entre els municipis de Montagut i Oix, a la comarca de la Garrotxa i el d'Albanyà a la de l'Alt Empordà, amb 1.373,7 metres d'altitud. La seva característica forma punxeguda, la seva alçada i el fet d'estar aïllat dels altres cims més propers el fan fàcilment identificable. Als peus del puig de Bassegoda pel seu vessant nord-oriental hi neix el riu Borró, afluent del Fluvià.
El topònim Bassegoda es pot traduir del basc actual. Tenim els mots basa o baso, que volen dir ‘salvatge, brutal’ o ‘bosc, selva’, i goiti, que significa ‘cimera, altura’; així Basagoiti es traduiria com ‘cimera salvatge’ o ‘bosc de l'altura’. El seu cim és una talaia absolutament rocosa i amb excel·lent vistes des de Golf de Roses fins al Canigó.
Hi ha una placa commemorativa que va posar el CEO (Centre Excurionista d'Olot) l'any 1971 i restaurada l'any 1980 on es recorda que Marià Vayreda hi va situar el començament de la Punyalada.
| « | Dalt del Puig de Bassegoda, com posat exprés per a confort de l'excursionista afadigat, hi ha un canapè de blaníssima herba i sòlid respatller de pedra, on algun temps jo m'hi asseia sovint, contemplant sempre amb el mateix interès el grandiós panorama que s'estenia a mos peus. | » |

Aquest cim està inclòs al llistat dels 100 cims de la FEEC.